# Henk van Spanje

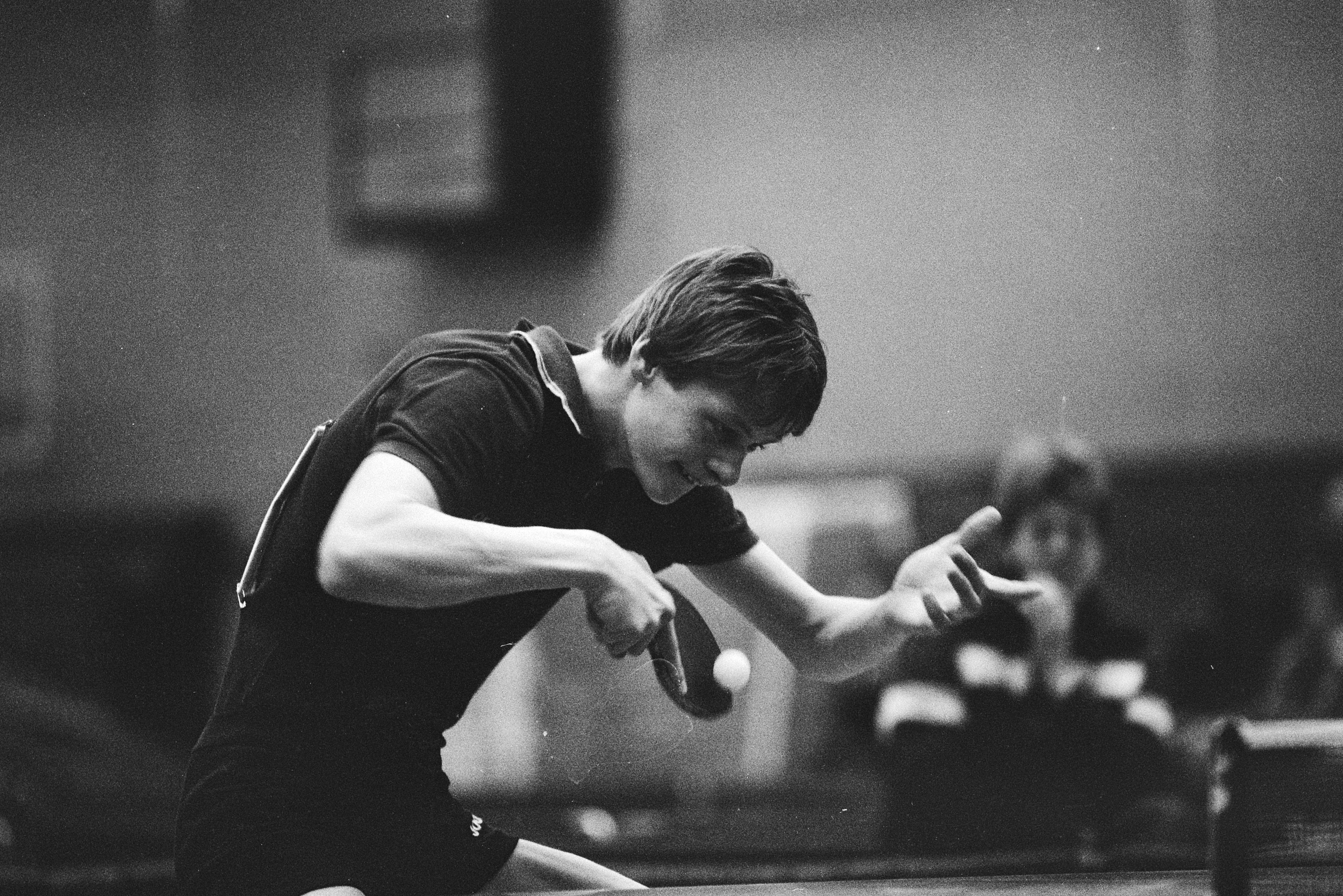
Henk van Spanje in 1983.

Henk van Spanje (Veenendaal, 12 september 1964) is een Nederlands tafeltennisspeler. Hij werd in 1982 en 1984 Nederlands kampioen enkelspel. In 1985 (met oudere broer Ron van Spanje), 1986 (met oudste broer Jaap van Spanje) en 1987 (met Paul Haldan) greep hij de nationale dubbelspeltitel. Hij kwam 144 keer uit voor het Nederlandse team.
Van Spanje speelde competitie voor onder meer de Duitse clubs GW Bad Hamm (2. Bundesliga) en TTV Netphen, in Engeland, Zweden en in de Nederlandse eredivisie voor L en T (Eindhoven) en TTV de Veluwe. Hij stopte in 1994 met tafeltennis op niveau, maar kwam daar begin 21e eeuw op terug. Van Spanje keerde terug op het hoogste niveau met SKF, waar hij en zijn broers ooit begonnen met spelen. In 2008 vertrok hij wederom naar het dan in de Regionalliga spelende Bad Hamm.

## Erelijst
- 2x Nederlands kampioen enkelspel
- 3x Nederlands kampioen dubbelspel
- 1x Nederlands kampioen gemengd dubbel (met Mirjam Hooman-Kloppenburg)
- 153 x international
- Deelname aan vijf WK's en vijf EK's
- 5x Nederlands landskampioen met De Veluwe (c.q. De Blaeuwe Werelt)
- 1x Nederlands landskampioen met L & T